# Liste der Monuments historiques in Colmey
Die Liste der Monuments historiques in Colmey führt die Monuments historiques in der französischen Gemeinde Colmey auf.

## Liste der Immobilien
| Bezeichnung         | Beschreibung                                                         | Standort                                | Kennzeichnung | Schutzstatus | Datum | Bild           |
| ------------------- | -------------------------------------------------------------------- | --------------------------------------- | ------------- | ------------ | ----- | -------------- |
| Kapelle St-Hubert   | ehemaliges Beinhaus, 15. oder 16. Jahrhundert                        | Flabeuville, 3 rue saint Hubert (Lage)  | PA00106012    | Classé       | 1990  | weitere Bilder |
| Château de Martigny | Niederungsburg, 1583 erbaut, im 19. Jahrhundert zum Schloss umgebaut | Colmey, 1 rue Pierre de Chevigny (Lage) | PA00106013    | Inscrit      | 1972  | weitere Bilder |

## Liste der Objekte
| Bezeichnung                   | Beschreibung                                                                                    | Standort                                                   | Kennzeichnung | Schutzstatus | Datum | Bild |
| ----------------------------- | ----------------------------------------------------------------------------------------------- | ---------------------------------------------------------- | ------------- | ------------ | ----- | ---- |
| Chorschranke                  | Holz, 18. Jahrhundert                                                                           | Flabeuville, in der Kirche St-Hubert (Lage)                | PM54001469    | Inscrit      | 1994  |      |
| Kruzifix                      | Holz, 16. oder 17. Jahrhundert                                                                  | Flabeuville, in der Kirche St-Hubert (Lage)                | PM54001470    | Inscrit      | 1994  |      |
| Skulptur Heiliger Eligius     | Eichenholz, farbig gefasst, um 1700                                                             | Flabeuville, in der Kirche St-Hubert (Lage)                | PM54001467    | Inscrit      | 1994  |      |
| Pietà                         | Kalkstein, zweite Hälfte des 15. Jahrhunderts                                                   | Colmey, außen an der Kirche Assomption-de-la-Vierge (Lage) | PM54001464    | Inscrit      | 1994  |      |
| Skulptur Heiliger Ägidius (1) | Holz, farbig gefasst, versilbert und vergoldet, um 1700                                         | Flabeuville, in der Kirche St-Hubert (Lage)                | PM54001465    | Inscrit      | 1994  |      |
| Skulptur Heiliger Ägidius (2) | Holz, farbig gefasst, versilbert und vergoldet, um 1700                                         | Flabeuville, in der Kirche St-Hubert (Lage)                | PM54001466    | Inscrit      | 1994  |      |
| Skulptur Heiliger Donatus     | Holz, farbig gefasst, 18. Jahrhundert                                                           | Flabeuville, in der Kirche St-Hubert (Lage)                | PM54001468    | Inscrit      | 1994  |      |
| Hauptaltar                    | Altartisch, Retabel und Tabernakel; Kalkstein und Holz, farbig gefasst, 17. und 18. Jahrhundert | Flabeuville, in der Kirche St-Hubert (Lage)                | PM54001471    | Inscrit      | 1994  |      |
| Taufbecken                    | Kalkstein, 12. und 16. Jahrhundert                                                              | Flabeuville, in der Kirche St-Hubert (Lage)                | PM54001472    | Inscrit      | 1994  |      |